# Intron
Et intron er en DNA-sekvens i et gen, som bliver transkriperet til RNA, men som ikke findes i modent RNA (i modsætning til exon). Intron bliver skåret ud under splejsingsprocessen og bliver derved ikke oversat til proteiner. Navnet "intron" kommer fra engelsk "intragenic region".
Introner koder ikke for aminosyrer. DNA består af to strenge, hvis basepar udgør den skabelon, som cellen via transskription og senere translation, bruger som skabelon til dannelse af proteiner. Dog koder dele af DNA'et ikke for aminosyrer – introns, mens andre gør – exons. Ved transskriptionen kopieres både exons og introns direkte til mRNA. Senere i processen klippes introns-sekvenserne ud fra mRNAet således, at kun de dele af DNA'et, der direkte koder for aminosyrer, bliver translateret til et funktionelt protein.